# 元祖!でぶや
『元祖!でぶや』（がんそ でぶや）は、2003年10月17日から2008年3月18日までテレビ東京系列で放送されていたグルメバラエティ番組である。テレビ東京とワタナベエンターテインメントの共同製作。

## 番組概要
元々は2000年10月から金曜日の深夜に放送されていた「debuya」が、2003年10月に21:00-21:54の枠に移動し、ゴールデンタイムに昇格したもの。その後2005年10月には1時間繰り上がり、20:00-20:54に変更。2006年10月から火曜日に移動した。
オールロケーション番組であり、テレビ東京、テレビ大阪、テレビ愛知を始めとする地上デジタル放送およびBSジャパンでは16:9のハイビジョンで見ることが可能であり、テレビ東京をネットしていなくて1本買い（系列局以外が番組単位で個別に放送権を購入すること）を行っている地方局の地上デジタル放送でも、ハイビジョンで見られる地域が多かった。しかし、4:3の標準画質で収録した映像を16:9のサイズにアップコンバートしていたので、当番組はハイビジョン本来の高精細映像ではなかった。テレビ東京系列（地上波）のみ字幕放送あり。
「開運!なんでも鑑定団」などと並び1本買いされることが多かったため、全国的によく見られているテレビ東京番組のひとつであった（ほぼ全国、下表「各地の放送時間」参照）。
2006年4月以降は特別番組や前後の時間帯の番組の特集などにより頻繁に放送が飛ばされ、これまでレギュラーだったランディ・マッスルが出演しなくなった。また放送1回あたりの出演者の人数が増えていた。その中には大御所と言われるタレント（ヨネスケ、梅宮辰夫、中尾彬など）とアイドル系女性タレント（夏川純、山本梓など）、お笑い芸人（旅先で石塚らを案内する「でぶ先案内人」という役目）といった構成になる傾向であった。この様に1話あたりの出演者が多くなると共に、以前あったコーナーやパパイヤ鈴木のダンスを交えたコーナーが無くなり、駄洒落を飛ばし番組を進行を進める石塚に対し、パパイヤの持ち味を活かす機会が少なくなった。
後期は「番組で本を出版する」設定が加えられ、その内容として各訪問先（食べ物店）ごとに出演者のその店のグルメに対するコメントを集め、優秀な一人のコメントを採用するという制度が始まった。パパイヤ鈴木のコメントがつまらないという事を石塚が指摘し、それ以来パパイヤもコメントを言う度に周囲の出演者に自分のコメントに対するフォロー（突っ込み）を求めるサインであるヘルプアイ（無言で他の人に視線を投げかけ助けを求める）が恒例となっている。それ以来パパイヤも自分のコメントに自信喪失となり「レギュラー降板かな」と呟いていた。結局、番組本は出版されなかった。
2007年4月放送分から、更にリニューアルされ、ナレーターが田中真弓から大山のぶ代へ交代したのと同時に、前述の様に石塚・パパイヤ・御大級のゲスト、女性アイドル、そして案内人役のお笑い芸人（ピンよりコンビの場合のほうが多いから2人）と揃うと大所帯での進行になる事や、お笑い芸人の枠が無くなり、案内人をパパイヤが務める場合が多くなり、（それでも最低2人はゲストは登場するが）いくらかツアー人数が減った。
「ためしてガッテン」（NHK）と同じく物事が失敗した時はバック音楽がスロー再生になる。

## レギュラー出演者
- 石塚英彦（ホンジャマカ）
- パパイヤ鈴木（おやじダンサーズのリーダー）
- ランディ・マッスル（2006年3月までレギュラー出演）2006年4月21日 2008年1月29日、ゲストで出演
- 準レギュラー - 内山信二（元子役タレント）

## 内容
お笑いコンビ・ホンジャマカの石塚英彦と、振り付け師でダンスユニット・おやじダンサーズのリーダーでもあるパパイヤ鈴木の2人が、毎回日本各地を周り美味しい料理を探し歩くという内容になっている。
番組のお約束のパターンとして、ランディ・マッスルがその場のロケ地によって「地元名物の社長と会った」という内容の電話がかかるが必ず支離滅裂でかつ大雑把な説明で、話の途中で自分から電話を切るなどマッスルの傍若無人な立ち振る舞いに石塚らをイラつかせたり、パパイヤが不定期に頭のてっぺんがハゲたカツラをかぶって腹巻をして登場し、食材を元にした即興ソングを基に振り付けを一緒に踊る「ミスターkiss」（パパイヤとは別人という設定）というキャラクターが登場したり、石塚がドラえもん口調で、パパイヤがルパン三世の口調で番組オリジナル発明グッズ（箸とスプーンを合体させた「はプーン」、スリッパと雑巾を合体させたグッズなど）を紹介するミニコント等、従来のグルメ番組としては珍しくナンセンスな展開が見れた。
番組のOPは石塚とパパイヤが毎週創作ダンスを踊り、ロケ地によって名産や民族衣装などを纏って踊るなどのバリエーションもあった。またランディ・マッスルがダンスに参加するときは踊りについていけずにグダグダになってしまい石塚に責められる。
美味しい物を食べた時の表現方法「まいうー」の発言は、この番組によって広く認知された。ただし、「まいうー」の言葉自体は、深夜番組時代以前から元々存在しており、この番組が発祥という訳ではない。一度地元の人が間違えて「まういー」と言ってしまい、その回は「まういー」で通したこともある。小倉優子の場合は「まいうーりんこでプゥ」と亜種も生み出されている。過去には表現が異なっていた回もあり、朝鮮語で「タマシー（マシッタ）」九州弁では「まかうー（うまかー）」と用いたこともあった。また、甘い物を食べる表現を「まいあー（甘い）」と用いたこともある。本番組が終了した現在も、石塚は他の出演している番組でも「まいうー」の発言がみられ、さらにテレビ朝日系列のアニメ「クレヨンしんちゃん」でも時々転用することがある。
メインの石塚とパパイヤ鈴木がそうであるように、ゲストにも内山信二や森三中など太ったタレント（いわゆる「デブタレ」）がよく出ていた。デブタレが数揃った際のデブ常識（食卓に肉は必須であり用意されていないと怒る、調味料としてマヨネーズ、お米や麺といったお腹に貯まる炭水化物が登場すると歓喜する他）が展開される。
たまに天山広吉（新日本プロレス）がゲスト出演していた。天山は以前「さんまのまんま」（フジテレビ系）に出演した事があるぐらいで、「ワールドプロレスリング」（テレビ朝日系）以外の出演番組は無かったが、初のバラエティ番組であった。改編以後は出演が無い。
番組中期から、ゲストに（体格的に普通の）お笑い芸人を起用する回が徐々に増えていった。最初のころは「デブタレに混じって細い芸人がいる」「料理が食べたいために芸人が太ったフリをして参加する」など多少は意味付けがなされていたが、後期には何の脈絡もなくお笑い芸人が登場するようになった。

### 改編以降
2006年4月放送分から、日本各地のでぶ向けの旨いものを中心とした観光ガイドを行う番組スタイルに変更となっている。中期にもデブでないタレントは多数出演していたが、改編以降は（体格的に普通の）タレントが登場するのが標準になった。
時々、ようやく旨いものにありついたと思った時にちょっとしたゲームをすることがある。ボックスに入った先端が突出した箸の先っぽをおのおの引いていき、やたら短い（長い）箸があるといった1人ハズレの憂きゲームがあり、食べづらさにホトホト参ってしまう感じであった。
2007年4月放送分から、ナレーターが田中真弓から大山のぶ代へ交代した。その大山は2007年12月4日放送分で東京ディズニーシーのレストラン「リストランテ・ディ・カナレット」の店内でサプライズゲストとして顔出し出演。自身も出演者と同じように食事をしたい理由で、石塚・パパイヤたち出演者一行に内緒で来園し驚愕させた。もちろん「まいうー」フレーズも言うことができた。
2007年後半からは特別番組などが時々あり、石塚、パパイヤ、男性タレント（割とベテラン）、女性アイドル（特にグラビア系）という4人での進行での番組が定着していた。また番組制作費の関係からか、後期は今後の訪問先を予め限定し、その土地にまつわる情報（勿論、食にまつわる情報）を視聴者から募集をし、その場所を訪れたりその土地の地元の家に行き、でぶや一行が訪れて食事を振舞ってくれる家族を募集し、その家を訪問しエンディングになるといった番組展開が行われていた。
そんな中、2008年1月29日放送分に深夜時代の「debuya」を一夜だけ復活させるという内容で番組が組まれた。これには深夜時代の名物コーナー「大盛りの美学」や、久しく登場の無かったランディ・マッスルが登場した。また、番組改編以前まで使用されていた効果音も復活した。しかし、番組タイトルロゴはそのままであった。
2008年3月18日の2時間SPを持って終了し、「debuya」時代を含めた8年間の放送に幕を閉じた。
地上波放送終了後もBSジャパンでは2008年4月7日から2009年3月2日までの間、月曜18:00の枠で2006年4月以降の内容が再放送されていた。地上波時代をもって9年間の歴史に幕を閉じた。

## 放送リスト
| - 1:フグ（下関） - 2:イセエビ（伊勢） - 3:マツタケ（京都） - 4:和牛（神戸） - 5:イカ（函館） - 6:マグロ（大間） - 特:デブワゴン（東京） - 7:お茶漬け（築地） - 8:クリスマスケーキ（東京） - 特:総集編（東京） - 9:タイ（勝浦） - 10:松阪牛（松阪） - 11:名古屋コーチン（名古屋） - 12・13・14:でぶ慰安旅行（静岡） - 特:デブワゴン（東京） - 15:カニ（新潟） - 16・17:豚汁（新潟） - 特:ちょっと早い夏休み（沖縄） - 18:黒豚（鹿児島） - 19:修学旅行（鎌倉） - 20:弁当（熱海） - 21:お好み焼き（広島） - 22:おむすび（瀬戸内） - 23:ファミリーマート弁当（東京） - 24:八宝菜（山梨） - 25・26：はじめて物語・ジャガイモ（長崎） | - 27:ダンスイベント（亀戸） - 特:デブワゴン（多摩） - 28:社長スペシャル（福井） - 29:金箔（金沢） - 30:お菓子の家（札幌） - 31:ピザ（帯広） - 32:ラーメン（富良野） - 33:フルーツパフェ（岡山） - 34:はじめて物語（神戸） - 35:キャンプ（長野） - 36:社長スペシャル（軽井沢） - 37:八宝菜（和歌山） - 38:Kui-1グランプリ（大阪） - 39:はじめて物語（横浜） - 特:ビビンバ（韓国） - 40:社長スペシャル（茨城） - 41:トルティーヤ（御宿） - 42:食欲・スポーツ・芸術の秋（奈良） - 43・44:修学旅行（京都） - 45:はじめて物語（博多） - 46:五目飯（熊本） - 47:Kui-1グランプリ（東京） - 48:駅弁（箱根） - 49:クリスマススペシャル（東京） - 特:Kui-1グランプリ生放送スペシャル（東京） - 50:新年会（東京） |

| - 51・52:宮崎牛・宮崎鶏（宮崎） - 53:ふかひれ（気仙沼） - 54・55:私立ふっとれ学園（宮城） - 特:鍋料理（秋田） - 56:タコ（明石） - 57:うどん（香川） - 58:お好み焼き（佐賀） - 特:デブワゴン（沖縄） - 59:vsイラン代表（佐世保） - 60:隣のデブごはん（大阪） - 61:修学旅行（岐阜） - 62:にっこりデブ軍団（日光） - 63:餃子（宇都宮） - 64:はじめて物語（東京） - 65:ウナギ（浜名湖） - 66:ホタルイカ（富山） - 67:定食（石川） - 68:宇宙食（種子島） - 69:定食（鹿児島） - 特:臨海学校（奄美大島） - 70:横浜ベイスターズ（横浜） - 71:はじめて物語（湘南） - 72:避難訓練（東京） - 特:おもひでパクパクスペシャル（京都） - 73:隣のデブごはん（駒ヶ根） - 74:社長スペシャル（東京） - 75:新名物開発（大阪） | - 特:カレー（東京） - 76:わらしべ長者（鬼怒川） - 77:XLファイル（東京） - 78:おにぎり（静岡） - 79:社会科見学（東京） - 80:秋葉原（東京） - 特:ふしぎ発見（伊豆） - 81:クリスマス（東京） - 82:逆上がり（東京） - 83・84:マグロ（大間→両国） - 85:FRIDE（埼玉） - 86・87:冬季七輪（草津、榛名湖） - 88:房総半島（海ほたると木更津、袖ケ浦） - 89:爆食オンエアフトル - 特:上海SP（上海） - 90：でぶも喜ぶ観光ガイド（伊豆） - 91：でぶも喜ぶ観光ガイド（鎌倉） - 92：でぶも喜ぶ観光ガイド（大分） - 93：でぶも喜ぶ観光ガイド（博多）、 - 94：でぶも喜ぶ観光ガイド（三浦半島） - 95：でぶも喜ぶ観光ガイド（草津） - 96：でぶも喜ぶ観光ガイド（沖縄） - 97：でぶも喜ぶ観光ガイド（旭川・富良野） - 98：でぶも喜ぶ観光ガイド（知床） - 99：でぶも喜ぶ観光ガイド（富士山） - 100：でぶも喜ぶ観光ガイド（浅草） |

| - 101：でぶも喜ぶ観光ガイド（飛騨高山 飛騨牛食べつくしツアー） - 102：でぶも喜ぶ観光ガイド（横浜中華街） - 103：でぶも喜ぶ観光ガイド（香川PART1 讃岐うどん満喫ツアー） - 104：でぶも喜ぶ観光ガイド（香川PART2 香川肉尽くしの旅） - 105：でぶも喜ぶ観光ガイド（下田） - 106：でぶも喜ぶ観光ガイド（那須高原） - 107：でぶも喜ぶ観光ガイド（箱根） - 106：でぶも喜ぶ観光ガイド（小樽） - 107：でぶも喜ぶ観光ガイド（大江戸線グルメの旅（東京）） - 107：でぶも喜ぶ観光ガイド（京都） - 108：でぶも喜ぶ観光ガイド（米沢） - 109：でぶも喜ぶ観光ガイド（横浜元町） - 110：でぶも喜ぶ観光ガイド（下関） - 111：でぶも喜ぶ観光ガイド（鹿児島） - 112：でぶも喜ぶ観光ガイド（銀座線の旅（東京）） - 113：でぶも喜ぶ観光ガイド（小田原） - 114：でぶも喜ぶ観光ガイド（会津） - 115：でぶも喜ぶ観光ガイド（南房総） - 116：でぶも喜ぶ観光ガイド（黒川温泉（熊本県）） - 117：でぶも喜ぶ観光ガイド（千代田線の旅（東京）） - 118：ローカル線の旅・日本のブランド牛を食べる（前沢、松阪）2時間SP - 119：でぶも喜ぶ観光ガイド（河口湖） - 120：でぶも喜ぶ観光ガイド（日比谷線（東京）） - 121：でぶも喜ぶ観光ガイド（東京ディズニーリゾート） - 122：でぶも喜ぶ観光ガイド（春の鎌倉、江ノ電の旅） - 123：でぶも喜ぶ観光ガイド（軽井沢） - 124：でぶも喜ぶ観光ガイド（駒沢、自由が丘） - 125：でぶも喜ぶ観光ガイド（佐賀）：眞鍋かをり、島田洋七 - 126：でぶも喜ぶ観光ガイド（秩父、長瀞アウトドアの旅）：安めぐみ、ジャガー横田、木下博勝 - 127：でぶもモテる女性が喜ぶお店 in 東京）：石田純一、西川史子、白石みき、光浦靖子 - 128：でぶも喜ぶ観光ガイド（信州）：藤岡弘、夏川純 - 129：でぶも喜ぶ観光ガイド（北海道） - 130：でぶも喜ぶ観光ガイド（富士四大麺 完全制覇の旅！） - 131：でぶも喜ぶ観光ガイド（浅草四大どんぶり巡り） - 132：でぶも喜ぶ観光ガイド（牛肉満喫！食い倒れツアー） - 133：でぶも喜ぶ観光ガイド（房総半島〜極上の黄金アジを探す旅〜）：香田晋、矢沢心、細山貴嶺 - 134：元祖！でぶや in 箱根：東貴博、柳原可奈子、芝田山親方（大乃国康） - 135：あなたの街にでぶが行く！（函館）：里田まい、京本政樹、細山貴嶺 - 136：あなたの街にでぶが行く！（名古屋）：山本梓、西川きよし、にしおかすみこ - 137：あなたの街にでぶが行く！（宮崎）：ギャル曽根、中村剛也、東国原英夫 - 138：あなたの街にでぶが行く！（宮崎2）：ギャル曽根、アンガールズ、東国原英夫 - 139：あなたの街にでぶが行く！（東京ディズニーリゾート）：夏川純、堤下敦、美山加恋、細山貴嶺、大山のぶ代 - 140：あなたの街にでぶが行く！（東京ディズニーリゾート2）：田中裕二、東貴博、小島あやめ - 141：あなたの街にでぶが行く！（東京・下町）：春風亭小朝、東ちづる、ムーディ勝山 - 142：あなたの街にでぶが行く！ - 143：あなたの街にでぶが行く！ - 144：あなたの街にでぶが行く！新春牛肉祭り：矢口真里、安倍なつみ、佐藤弘道、板尾創路、藤岡弘、、佐藤藍子、ブラックマヨネーズ、古瀬絵理 - 145：あなたの街にでぶが行く！（加賀）：小倉優子、柳沢慎吾 - 146：大盛りの美学スペシャル（渋谷）：ランディ・マッスル、ドロンズ石本、古田幸希（ぽっちゃり王子） - 146：あなたの街にでぶが行く ｉ（秋田）家族スペシャル：三船美佳、東貴博 - 147：あなたの街にでぶが行く ｉ（横浜鶴見）：スザンヌ、高橋ジョージ - 148：最後の晩餐：叶美香、藤岡弘、、花田勝 - 149：最終回スペシャル！！：眞鍋かをり、彦摩呂、おぎやはぎ、青田典子、アンタッチャブル、渡辺徹 |

## 歴代エンディングテーマ曲
- トワイライト/GOING UNDER GROUND
- 赤いゴーカート/TRICERATOPS
- please, please/SOPHIA
- I See You/Heartsdales
- 青い季節/SOPHIA
- ZETTAI!/PARADISE GO!! GO!!
- モラトリアム/レミオロメン
- イッサイガッサイ/KREVA
- Love is.../mihimaru GT
- ココロアンテナ/少年カミカゼ
- BIRTHDAY KISS/NO KISS
- 五月雨/THE イナズマ戦隊
- 海マジック☆☆☆/好色人種
- voice/ケイタク
- 愛しい人へ/ET-KING
- omoide/MCU
- Shall we Dance?/ILLMATIC HEADLOCK
- 夢のせい/LITTLE

## スタッフ
- ナレーター：田中真弓/大山のぶ代
- 構成：成田はじめ、中野俊成、遠藤みちスケ、須平敦宜、 今村クニト、櫻井たつし、金沢トモキ、平松政俊、熊田晃子/すずきB、たかはC、松田幸三、竹村武司、山越和宏、渡邊賢史、井上崇
- リサーチ：佐藤陽子/下澤由紀子、塚原浩
- CAM：菊池守、佐藤文、安達良、三好哲也、清水利彦、吉田剛/小川正明、大槻慎一/小山茂明、中島せいや
- VE：善方光一
- 音声：鈴木智之/高橋憲治/宇野木俊宏
- 照明：藤井輝夫
- 音効：田中寿一、仲野真希/マジカル
- タイトルCG：神保宏房
- 美術：森つねお/安藤典和/CAVIN
- TK：長谷川菜花
- 編集：細川孝幸、佐々木智司/高城明宏/横山良一
- MA：中尾和博/高橋友樹/赤川淳
- 協力：テレビ東京ミュージック
- イラスト・アニメーション：エサカマサミ/コミックス・ウェーブ、安田達夫
- 撮影協力：キッチンスタジオヨーク
- メイク：神田裕子/マスター
- スタイリスト：市原昌顕
- フードコーディネーター：里見陽子
- 番宣：笹原七重/豊島晋作/黒田多加恵/大橋朋子
- 制作デスク：林由里江
- 制作ブレーン：青木裕之
- AD：小西梓美、中根拓也/田中飛馬、白山真穂、中野伸昭、安岡晋也
- AP：大河千夏、花田好昭/高瀬淳子/中間恒、平出聡、坂本加恵
- 制作進行：西森尚展
- 制作プロデューサー：後藤尚
- ディレクター：藁科誠、須田基之、土井隆志、平出淳、宇津浩二、岩渕陽、草間茂雄、西原伸治、井上淳矢、長沼昭悟/世良田佳男、小林剛、田中真之/狩野正明、久野和洋、木原猛、鷹中亮介/田中匡史、山田貴之（#146）
- 演出 ：本田賢司/田中久義/長尾真
- プロデューサー：大和田宇一（ワタナベエンターテインメント）、市川康久、徳江長政（エスピーボーン）/阿萬文則、小西寛（K-max）/加藤正敏（テレビ東京）、宮川幸二（テレビ東京）
- 制作協力：RUMBLE BEE inc.（#1〜#89）/エスピーボーン（#1〜89、#146）/K-max（#90〜#145、#147〜#149）
- 技術協力：池田屋、パコス、ウイウイスタジオ、麻布プラザ、TDKビデオセンター、ザ・チューブ、J-WORKS
- 製作：テレビ東京・ワタナベエンターテインメント

## ネット局と放送時間
| 放送対象地域   | 放送局                       | 系列                                         | 放送時間           | 備考                                                  | その他 |
| -------------- | ---------------------------- | -------------------------------------------- | ------------------ | ----------------------------------------------------- | ------ |
| 関東広域圏     | テレビ東京（TX）             | テレビ東京系列                               | 火曜 19:56 - 20:54 | 制作局                                                |        |
| 北海道         | テレビ北海道（TVh）          | テレビ東京系列                               | 火曜 19:56 - 20:54 | 同時ネット                                            |        |
| 愛知県         | テレビ愛知（TVA）            | テレビ東京系列                               | 火曜 19:56 - 20:54 | 同時ネット                                            |        |
| 大阪府         | テレビ大阪（TVO）            | テレビ東京系列                               | 火曜 19:56 - 20:54 | 同時ネット                                            |        |
| 岡山県・香川県 | テレビせとうち（TSC）        | テレビ東京系列                               | 火曜 19:56 - 20:54 | 同時ネット                                            |        |
| 滋賀県         | びわ湖放送 (BBC)             | 独立U局                                      | 火曜 19:56 - 20:54 | 同時ネット                                            |        |
| 和歌山県       | テレビ和歌山 (WTV)           | 独立U局                                      | 火曜 19:56 - 20:54 | 同時ネット                                            |        |
| 福岡県         | TVQ九州放送（TVQ）           | テレビ東京系列                               | 土曜 19:56 - 20:54 | 11日遅れ                                              |        |
| 青森県         | 青森放送 (RAB)               | 日本テレビ系列                               | 木曜 24:26 - 25:21 | 9日遅れ                                               |        |
| 岩手県         | 岩手めんこいテレビ (mit)     | フジテレビ系列                               | 日曜 12:55 - 13:50 | 約1ヶ月遅れ                                           |        |
| 宮城県         | 東北放送 (TBC)               | TBS系列                                      | 土曜 14:00 - 15:00 | 18日遅れ                                              |        |
| 秋田県         | 秋田朝日放送 (AAB)           | テレビ朝日系列                               | 土曜 14:55 - 15:55 | 25日遅れ                                              |        |
| 山形県         | テレビユー山形 (TUY)         | TBS系列                                      | 土曜 13:00 - 13:55 | 11日遅れ                                              |        |
| 福島県         | テレビユー福島 (TUF)         | TBS系列                                      | 土曜 12:10 - 13:05 | 18日遅れ                                              |        |
| 新潟県         | 新潟総合テレビ (NST)         | フジテレビ系列                               | 土曜 13:00 - 13:55 | 11日遅れ                                              |        |
| 長野県         | 信越放送 (SBC)               | TBS系列                                      | 土曜 12:10 - 13:05 | 11日遅れ                                              |        |
| 静岡県         | 静岡放送 (SBS)               | TBS系列                                      | 土曜 13:05 - 14:00 | 11日遅れ                                              |        |
| 富山県         | 富山テレビ放送 (BBT)         | フジテレビ系列                               | 月曜 14:10 - 15:05 | 約1ヶ月遅れ                                           |        |
| 石川県         | テレビ金沢 (KTK)             | 日本テレビ系列                               | 日曜 11:40 - 12:35 | 19日遅れ                                              |        |
| 福井県         | 福井テレビジョン放送 (FTB)   | フジテレビ系列                               | 日曜 13:00 - 13:55 | 不明                                                  |        |
| 岐阜県         | 岐阜放送 (GBS)               | 独立U局                                      | 木曜 21:00 - 21:54 | 9日遅れ                                               |        |
| 三重県         | 三重テレビ放送 (MTV)         | 独立U局                                      | 月曜 19:00 - 19:55 | 不明                                                  |        |
| 奈良県         | 奈良テレビ放送 (TVN)         | 独立U局                                      | 金曜 13:05 - 13:59 | 17日遅れ                                              |        |
| 鳥取県・島根県 | 日本海テレビジョン放送 (NKT) | 日本テレビ系列                               | 月曜 16:53 - 17:50 | 約3ヶ月半遅れ                                         |        |
| 広島県         | 中国放送 (RCC)               | TBS系列                                      | 日曜 12:54 - 13:50 | 不明                                                  |        |
| 山口県         | 山口朝日放送 (yab)           | テレビ朝日系列                               | 土曜 13:00 - 13:55 | 11日遅れ                                              |        |
| 愛媛県         | テレビ愛媛 (EBC)             | フジテレビ系列                               | 日曜 14:00 - 14:55 | 約1ヶ月遅れ                                           |        |
| 長崎県         | 長崎文化放送 (NCC)           | テレビ朝日系列                               | 土曜 16:00 - 16:55 | 25日遅れ                                              |        |
| 熊本県         | テレビ熊本 (TKU)             | フジテレビ系列                               | 日曜 13:05 - 14:00 | 54日遅れ                                              |        |
| 大分県         | 大分放送 (OBS)               | TBS系列                                      | 土曜 13:00 - 13:55 | 11日遅れ                                              |        |
| 宮崎県         | テレビ宮崎 (UMK)             | フジテレビ系列 日本テレビ系列 テレビ朝日系列 | 土曜 14:30 - 15:25 | 60日遅れ                                              |        |
| 鹿児島県       | 鹿児島讀賣テレビ (KYT)       | 日本テレビ系列                               | 土曜 24:50 - 25:45 | 不明                                                  |        |
| 沖縄県         | 琉球朝日放送 (QAB)           | テレビ朝日系列                               | 土曜 10:25 - 11:20 | 81日遅れ                                              |        |
| 日本全国       | BSジャパン (BSJ)現BSテレ東   | テレビ東京系 BSデジタル放送                  | 月曜 18:00 - 19:00 | 6日遅れ （2008年4月から2009年3月は約1年遅れの再放送） |        |

- テレビ東京系は系列局が少ないため、系列局がない県は以下の時間に放送していた。ネット局の中には再放送を行っている局もあった。2時間（3時間）スペシャルは、地域によって2週（3週）に分けて放送することがあった。
- テレビ東京、TVQ九州放送、テレビ愛知では毎週日曜日AM10:30から、テレビせとうちでは毎週土曜日13:30から再放送を行っていた（約半年遅れ、但しテレビ東京の場合、2006年4月からは春の新番組の番宣やサッカーワールドカップの特番等で、再放送が中止になる事がかなり多く、進捗が遅れ気味で8ヶ月程の遅れが生じていた（2007年終了時点では遂に1年遅れ。この再放送もこの時間帯はテレビ東京の番宣の方が多くなり、番宣が無い場合にでぶやの再放送を行うといった状態になっていた）。
- 上記の様に再放送が、春先などを中心に、ある短期間に集中して（約1ヶ月位）再放送が途絶える場合があった。また再放送だけでなく、本放送（テレビ東京の火曜19:56 - の放送）の方も途切れる場合があり、2007年7月24日放送分は実に1ヶ月以上ぶりの放送であった。
- テレビ愛知では2007年4月から再放送時間変更。2007年3月までは日曜日13:05から再放送を行っていた。テレビ北海道でも2005年2月26日まで毎週日曜日AM11:00から再放送を行っていた。
- 福井テレビジョン放送では、自社制作番組等で休止する場合があり、差が広がったり縮まったりしていた。
- テレビ北海道では不定期で自社制作のローカル番組を放送することがあり、その場合は後日時差放送（翌週火曜日の19:00 - 20:54に時差ネットと同時ネットの2本立てで放送）もしくは休止であった（休止の場合でもBSジャパンで視聴可能であった）。
- テレビせとうちでは不定期に一回、『熱烈歓迎!家族的食堂』（自社制作番組）の一時間スペシャル番組を『元祖!でぶや』の時間に放送し、その際は『元祖!でぶや』の放送を休止した。ちなみに2007年1月4日に香川ロケを行なった「讃岐うどん満喫ツアー」と「香川肉尽くしの旅」を2時間連続で再放送した。その際に本放送では出なかった「HV ハイビジョン制作」のマークが自局出しで表示されていた。
- テレビ東京系列のみは10月から4分拡大、ただし奈良テレビ、岐阜放送は除く。
- 岐阜放送とTVQ九州放送と奈良テレビでは金曜20時レギュラー当時は同時ネットだった。
- フジ系日曜放送の放送局は、スポーツ中継等により休止になる場合がある。フォロー対応は放送局に異なっていた。
- 沖縄県では琉球朝日放送で15日遅れネットしていたが、2006年秋ごろに打ち切り。その後2007年10月より再びネットされた。
- サガテレビでは、2007年3月18日を以って終了している（但し、「ローカル線の旅・日本のブランド牛を食べる2時間SP」のみ後日放送。なお、佐賀県ではTVQ九州放送・テレビ熊本・長崎文化放送・BSジャパンのいずれかで視聴できた）。
- 徳島県（JRT四国放送）でもかつて放送されたことがあった。
- 青森県地区は青森放送で放送されているが、TXN・テレビ東京の編成により過去の放送分を再放送する場合があった。
- 岩手県地区では、岩手めんこいテレビでは、テレビ東京より1ヶ月ほど遅れて放送していたが、月に2回くらいは1年半くらい前の作品を放送していた。これはネット開始が1年以上遅れたため、テレビ東京が放送してからの大幅な時差ネットによる作品の古さを取り戻すためである。テレ東放送から約1年遅れの時差を約1ヶ月にした分、未だOAされていない作品がまだある。しばらくはこの形で放送された。
- 広島地区では、この番組を中国放送で土曜12:00 - 13:00に時差放送を行った。
- BSジャパンでは番組表上は19:00までの放送となっていたが、当番組は18:55までに終了（残り5分間は通販番組を放送）。

### 変遷
| 期間    | 期間    | 放送時間（日本時間）         |
| ------- | ------- | ---------------------------- |
| 2003.10 | 2005.09 | 金曜日 21:00 - 21:54（54分） |
| 2005.10 | 2006.09 | 金曜日 20:00 - 20:54（54分） |
| 2006.10 | 2008.03 | 火曜日 19:56 - 20:54（58分） |